# Artmedia
Artmedia est une agence artistique française, longtemps considérée comme la première agence artistique européenne. Elle a été créée par Gérard Lebovici en 1970 et dirigée successivement par Gérard Lebovici, Jean-Louis Livi (1982-1990), Bertrand de Labbey (1990-2016) et Claire Blondel (depuis 2016).

## Histoire de l'agence

### Origine
En 1960,  Gérard Lebovici, qui depuis la mort de son père en 1952 s'occupait de l'entreprise familiale, et Michèle Méritz créent une agence artistique, l'agence Meritz-Lebovici. L'idée serait venue de Claude Berri et de Serge Rousseau, tous les quatre étant d'anciens élèves du Cours Simon. 
L'équipe va rapidement être complétée par Evelyne Vidal. En 1963, Jean-Louis Livi entre dans l'agence en tant que comptable. En 1965, Lebovici prend le contrôle de l'agence Cimura (l'agence de Jean-Paul Belmondo, dirigée par Blanche Montel)
À la suite de la fusion en 1970 de l'agence de Gérard Lebovici avec la SA André Bernheim et la SA Gérard Lebovici, est adopté le nom d'Artmédia. Serge Rousseau y devient alors agent, jusqu'en 1992, date à laquelle il rejoindra l'agence Cineart.

### Directions successives
Gérard Lebovici laisse en 1982 la direction de l'agence à Jean-Louis Livi, devenu agent en 1968 (notamment d'Yves Montand, son oncle), afin de se consacrer à la société de productions AAA (Acteurs Auteurs Associés) et aux éditions Champ Libre qu'il a créées en 1971. Quelques mois plus tard (3 mars 1984), il est assassiné pour des raisons jamais élucidées.
Après la démission de Jean-Louis Livi en 1990, Artmedia est reprise par Bertrand de Labbey, qui dirigeait la filiale Artmedia Variété (renommée VMA pour Voyez Mon Agent).
Au cours des années 1990 et 2000, plusieurs agents quittent Artmedia pour fonder leurs propres agences : en 1994 François Samuelson en fondant Intertalent avec Jean-François Gabard et Laurent Grégoire (qui fondera plus tard l'agence Adequat), Cécile Felsenberg et Céline Kamina avec UBBA, et enfin Elizabeth Tanner qui quitte l'agence en octobre 2015 pour créer Time Art.
A la fin des années 2000, Artmedia et sa filiale VMA ont dans leur portefeuille plus de 600 professionnels du cinéma : artistes-interprètes, scénaristes, réalisateurs, metteurs en scène, compositeurs de musique. L'agence se compose de neuf agents artistiques et assistants, dont la fonction est de représenter les intérêts professionnels et notamment, négocier leurs contrats d'engagements.
En 2015, est produite la série Dix pour cent qui est inspirée de l'agence Artmedia.
En 2016, Bertrand de Labbey cède Artmedia à Claire Blondel mais conserve l'agence VMA ; les équipes se séparent en deux agences concurrentes qui gardent chacune leur nom.

### Personnalités liées à l'agence
Parmi les artistes célèbres, on note Jean-Paul Belmondo, Claude Brasseur, Patrick Bruel, Gérard Depardieu, Jean-Pierre Marielle, Pierre Mondy, Jean Rochefort pour les hommes, Nathalie Baye, Sandrine Bonnaire, Catherine Deneuve, Sophie Marceau, Audrey Tautou pour les femmes.
Parmi les anciens agents d'Artmedia, un des plus connus est Dominique Besnehard, auteur d'un ouvrage sur l'agence et sur le cinéma français (paru en avril 2021).